# Quiutcanuaha
Quiutcanuaha.- Pleme američkih Indijanaca poznato tek iz izvještaja španjolskioh misionara 1691., prema kojima oni žive jugozapadno od Hasinai Indijanaca, u istočnom Teksasu. U kraju gdje su obitavali javljaju se još dva slična imena, to su Anathagua i Quanataguo, koja bi možda mogle biti varijante istog naziva i čiji identitet nije ustanovljen. Za pleme Quiutcanuaha dopušta se mogućnost da su pripadali grupi plemena Tonkawan.